# Ангелопулос, Теодорос
Тео́дорос (Те́о) Ангело́пулос (греч. Θόδωρος Αγγελόπουλος; 27 апреля 1935, Афины — 24 января 2012) — греческий кинорежиссёр, сценарист и продюсер, лауреат многих мировых кинофестивалей. Назывался в числе лучших режиссёров мирового кино.

## Биография
В Греции Ангелопулос изучал право. Затем, пройдя военную службу, поехал в Париж и поступил в Сорбонну, но вскоре покинул её ради Института высшего кинематографического образования (IDHEC). В 1964 году вернулся в Грецию, работал журналистом и кинокритиком в левом журнале «Демократический выбор».
Первый короткометражный фильм создал в 1968 году во время режима «чёрных полковников», чьим оппонентом он был. В 1970-е годы поставил серию из нескольких фильмов, посвящённых истории Греции в XX веке: «Дни 1936 года» (1972), «Комедианты» (1975) и «Охотники» (1977). Известен своим стилем, для которого характерно замедленное повествование и долгие кадры (например, в фильме «Комедианты» на 230 минут экранного времени приходится всего 80 кадров).
Фильмы Ангелопулоса шесть раз отбирались в основную программу Каннского кинофестиваля и на четырёх из них удостаивались наград, в том числе главного приза фестиваля — «Золотой пальмовой ветви» (1998, за фильм «Вечность и один день»). Кроме того, Ангелопулос пять раз был удостоен главного приза за лучший греческий фильм кинофестиваля в Салониках.
В 1991 году за фильм «Прерванный шаг аиста» был отлучён от Элладской православной церкви митрополитом Флоринским Августином.
Часто работал с оператором Йоргосом Арванитисом, композитором Элени Караиндру и сценаристом Тонино Гуэрра.
В 2000 году Ангелопулос возглавлял жюри XXII Московского международного кинофестиваля.
24 января 2012 года Теодорос Ангелопулос попал под мотоцикл на съемках нового фильма «Другое море», которые проходили на шоссе в южном предместье Афин. После наезда режиссёр упал в четырёхметровый бетонный колодец. Его в критическом состоянии доставили в больницу, где врачи попытались оказать ему помощь в отделении интенсивной терапии, но режиссёр скончался.

## Награды
- 1988 — «Серебряный лев» Венецианского кинофестиваля за фильм «Пейзаж в тумане»
- 1995 — Гран-при Каннского кинофестиваля за фильм «Взгляд Улисса»
- 1998 — Золотая пальмовая ветвь Каннского кинофестиваля за фильм «Вечность и один день»
- 2010 — на Ереванском кинофестивале «Золотой абрикос» режиссёр был удостоен премии имени Параджанова «за вклад в мировой кинематограф»
- Премия «За вклад в киноискусство мира» (Сербия)[6]

## Фильмография
- «Персона»

### Режиссёр
- 1968 — Радиопередача / Εκπομπή (короткометражный)
- 1970 — Реконструкция / Αναπαράσταση
- 1972 — Дни 1936 года / Μερες του '36
- 1975 — Комедианты / Ο Θίασος
- 1977 — Охотники / Οι Κυνηγοί
- 1980 — Александр Великий / Μεγαλέξανδρος
- 1981 — Одна деревня, один крестьянин / Chorio ena, katikos enas (короткометражка)
- 1983 — Афины, возвращение в Акрополь / Αθήνα, επιστροφή στην Ακρόπολη (короткометражка)
- 1984 — Путешествие на Китеру / Ταξίδι στα Κύθηρα
- 1986 — Пчеловод / Ο Μελισσοκόμος
- 1988 — Пейзаж в тумане / Τοπίο στην ομίχλη
- 1991 — Прерванный шаг аиста / Το Μετέωρο βήμα του πελαργού
- 1995 — Взгляд Улисса / Το Βλέμμα του Οδυσσέα
- 1995 — Люмьер и компания / Lumière et compagnie
- 1998 — Вечность и один день / Μια αιωνιότητα και μια μέρα
- 2004 — Трилогия: Плачущий луг / Τριλογία 1: Το Λιβάδι που δακρύζει
- 2007 — У каждого своё кино / Chacun son cinéma ou Ce petit coup au coeur quand la lumière s'éteint et que le film commence (эпизод «Три минуты»)
- 2009 — Пыль времени / Η Σκόνη του Χρόνου
- 2012 — Невидимый мир / Mundo Invisível

### Сценарист
- 1968 — Радиопередача / Εκπομπή (короткометражный)
- 1970 — Реконструкция / Αναπαράσταση
- 1972 — Дни 1936 года / Μερες του '36
- 1975 — Комедианты / Ο Θίασος
- 1977 — Охотники / Οι Κυνηγοί
- 1980 — Александр Великий / Μεγαλέξανδρος
- 1983 — Афины, возвращение в Акрополь / Αθήνα, επιστροφή στην Ακρόπολη (короткометражка)
- 1984 — Путешествие на Китеру / Ταξίδι στα Κύθηρα (и идея)
- 1986 — Пчеловод / Ο Μελισσοκόμος
- 1988 — Пейзаж в тумане / Τοπίο στην ομίχλη (и сюжет)
- 1991 — Прерванный шаг аиста / Το Μετέωρο βήμα του πελαργού (идея)
- 1995 — Взгляд Улисса / Το Βλέμμα του Οδυσσέα
- 1998 — Вечность и один день / Μια αιωνιότητα και μια μέρα
- 2004 — Трилогия: Плачущий луг / Τριλογία 1: Το Λιβάδι που δακρύζει (и сюжет)
- 2009 — Пыль времени / Η Σκόνη του Χρόνου
- 2012 — Невидимый мир / Mundo Invisível

### Продюсер
- 1968 — Радиопередача / Εκπομπή (короткометражный)
- 1977 — Охотники / Οι Κυνηγοί
- 1980 — Александр Великий / Μεγαλέξανδρος
- 1983 — Афины, возвращение в Акрополь / Αθήνα, επιστροφή στην Ακρόπολη (короткометражка)
- 1984 — Путешествие на Китеру / Ταξίδι στα Κύθηρα
- 1986 — Пчеловод / Ο Μελισσοκόμος
- 1988 — Пейзаж в тумане / Τοπίο στην ομίχλη
- 1991 — Прерванный шаг аиста / Το Μετέωρο βήμα του πελαργού
- 1997 — Порт Джема / Port Djema (ассоциированный продюсер)
- 1998 — Вечность и один день / Μια αιωνιότητα και μια μέρα